# Dystaenia takesimana
Dystaenia takesimana là một loài thực vật có hoa trong họ Hoa tán. Loài này được (Nakai) Kitag. mô tả khoa học đầu tiên năm 1937.